# Катарина фон Глайхен
Катарина фон Глайхен (на немски: Katharina von Gleichen; † сл. 28 юни 1411) е графиня от Глайхен-Тона и чрез женитба графиня на Орламюнде и господарка на Дройсиг и Гройч в Саксония-Анхалт.

## Произход
Тя е дъщеря на граф Хайнрих VI фон Глайхен-Tona († 1378) и съпругата му Юта фон Кверфурт († 1370), дъщеря на Бруно III фон Кверфурт († 1367) и Мехтилд фон Барби-Мюлинген (* ок. 1278), дъщеря на граф Албрехт IV фон Барби († сл. 1312) и Луитгард фон Хонщайн († сл. 1279).

## Фамилия
Катарина фон Глайхен се омъжва пр. 2 август 1402 г. за Фридрих IV фон Орламюнде-Дройсиг-Гройч († между 2 август 1402 и 15 октомври 1405) от род Аскани, единственият син на граф Фридрих III фон Орламюнде († 1379). Резденцията им е в дворец Дройсиг. Те имат двама сина:
- Хайнрих IV (V/VI) фон Орламюнде († между 28 юни 1417/3 август 1423), господар на Дройсиг
- Мартин фон Орламюнде († сл. 15 октомври 1405), господар на Дройсиг